# Volodimir Toguzov
Volodimir Tajmurazovič Toguzov (rusky Володимир Таймуразович Тогузов, 31. srpna 1966 Postupim, NDR) je bývalý sovětský a ukrajinský zápasník, volnostylař. Dvojnásobný mistr Evropy, stříbrný na mistrovství světa a bronzový na olympijských hrách.

## Biografie
Narodil se v roce 1966 v Postupimi ve Východním Německu do rodiny důstojníka sovětské armády. Zápasu se věnoval od roku 1978. Poté, co v roce 1985 vybojoval stříbro na mistrovství světa juniorů, byl zařazen do sovětské reprezentace. V roce 1987 vybojoval první stříbrnou medaili na mistrovství Evropy. V roce 1988 na olympijských hrách v Soulu vybojoval bronzovou medaili. V roce 1988 získal druhé, a v roce 1990 třetí stříbro na mistrovství Evropy. V roce 1991 vybojoval titul mistra Evropy. V roce 1989 vybojoval stříbro a v roce 1991 bronz na mistrovství světa. Sovětský šampionát ovládl v letech 1986 až 1988 a v roce 1991. Po rozpadu Sovětského svazu reprezentoval Ukrajinu. Zápasil v kategorii do 52 kg.